# Alfo Ferrari

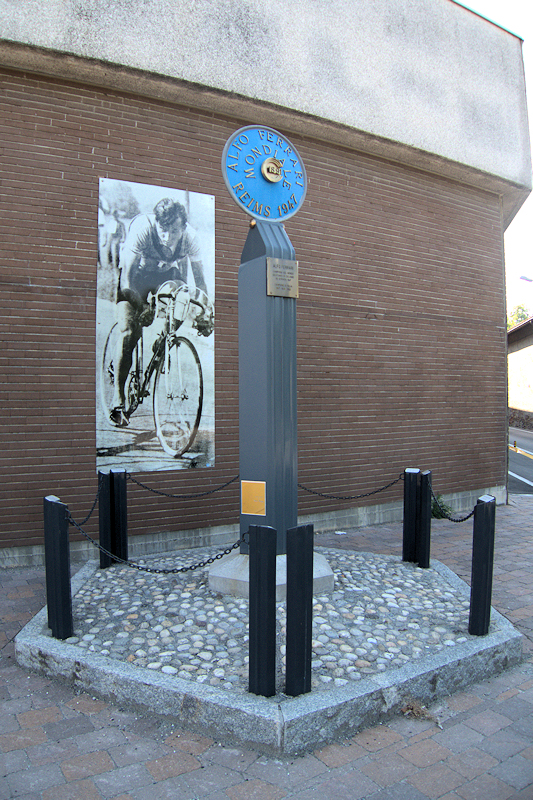
Denkmal für Alfo Ferrari in seiner Heimatstadt Sospiro

Adolfo „Alfo“ Ferrari (* 20. September 1924 in Sospiro; † 30. November 1998 ebenda) war ein italienischer Radrennfahrer und Weltmeister im Radsport.
1947 wurde Alfo Ferrari in Reims Weltmeister der Amateure im Straßenrennen. Zuvor hatte er im Mai des Jahres das Rennen Mailand–Bologna, eines der bedeutendsten Eintagesrennen für Amateure in Italien, gewonnen.
Im Jahr darauf belegte er beim im Straßenrennen der Olympischen Sommerspiele in London Rang neun. In der Mannschaftswertung kam sein Team auf den vierten Rang. Bei der Straßen-Weltmeisterschaft der Amateure 1950 wurde er Dritter. Zudem wurde er dreimal – 1947, 1948 und 1950 – italienischer Straßenmeister. Anschließend wurde er Profi, konnte sich aber nicht etablieren. 1958 trat er vom Radsport zurück.
In seiner Heimatstadt wurde ein Denkmal zu seinen Ehren errichtet und seit 2005 wird jährlich das Rennen Trofeo Memorial Alfo Ferrari für Nachwuchs-Rennfahrer ausgetragen.